# Amblyglyphidodon
Amblyglyphidodon är ett släkte i familjen frökenfiskar.

## Arter
- Amblyglyphidodon aureus
- Amblyglyphidodon batunai
- Amblyglyphidodon curacao
- Amblyglyphidodon flavilatus
- Amblyglyphidodon indicus
- Amblyglyphidodon leucogaster
- Amblyglyphidodon melanopterus
- Amblyglyphidodon orbicularis
- Amblyglyphidodon ternatensis